# Chinesisch-Deutsches Zentrum für Wissenschaftsförderung

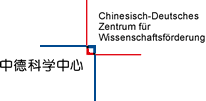
Zweisprachiges Logo des Chinesisch-Deutschen Zentrums für Wissenschaftsförderung

Das Chinesisch-Deutsche Zentrum für Wissenschaftsförderung (chinesisch 中德科学基金研究交流中心, Pinyin Zhōng-Dé Kēxué Jījīn Yánjiū Jiāoliú Zhōngxīn, kurz 中德科学中心 bzw. CDZ) ist eine gemeinsame Einrichtung der Deutschen Forschungsgemeinschaft (DFG) und der National Natural Science Foundation of China (NSFC) mit Sitz in Peking.

## Ziele und Aufgaben
Die NSFC ist die maßgebliche Einrichtung zur Förderung der Grundlagenforschung in den Natur-, Lebens-, Ingenieur- sowie den Managementwissenschaften in der Volksrepublik China. In Deutschland dient die DFG als zentrale Selbstverwaltungsorganisation der Wissenschaft in allen ihren Zweigen durch die Förderung von Forschungsvorhaben an Hochschulen und anderen öffentlichen Forschungseinrichtungen ohne fachliche Begrenzung. Beide Organisationen sind bestrebt, die gegenseitigen Wissenschaftsbeziehungen zu vertiefen und auszubauen. Ein erstes Kooperationsabkommen wurde bereits 1988 unterzeichnet.
Aufgabe des CDZ ist die Unterstützung der wissenschaftlichen Zusammenarbeit zwischen Deutschland und China mit dem Schwerpunkt der Förderung in den Natur-, Lebens-, Ingenieur- sowie den Managementwissenschaften. Das Zentrum ist eine Informationsplattform und dient der Verbesserung der Rahmenbedingungen für die wissenschaftliche Zusammenarbeit zwischen beiden Ländern sowie dem Austausch von Informationen über das Wissenschaftssystem des jeweiligen anderen Landes. Das Zentrum führt verschiedene Veranstaltungen durch und informiert über die bilateralen Förderungsmöglichkeiten der DFG und der NSFC. Es leistet damit einen substanziellen Beitrag zur dauerhaften Kooperation zwischen Universitäten, Forschungsinstitutionen und Wissenschaftlern beider Länder.

## Geschichte

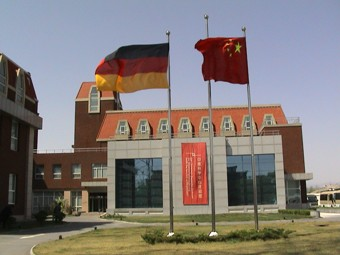
Frontansicht des CDZ in Peking

Die Initiative der NSFC und der DFG zur Gründung eines gemeinsam betriebenen Zentrums geht auf einen Vorschlag der chinesischen Seite aus dem Jahr 1994 zurück. Die Idee war, eine Einrichtung zu schaffen, die den deutsch-chinesischen Wissenschaftsaustausch intensivieren sollte.
Formalisiert wurde die Entscheidung für dieses Kooperationsvorhaben bereits 1995, als das Gründungsabkommen für das CDZ in Anwesenheit des Bundeskanzlers Helmut Kohl und des chinesischen Ministerpräsidenten Li Peng unterzeichnet wurde. Im Jahr 1998 folgte die gemeinsame Unterzeichnung durch die beiden Förderorganisationen DFG und NSFC zur Gründung des CDZ. Der Grundstein für das CDZ wurde in demselben Jahr gelegt; am 19. Oktober 2000 wurde das neue Gebäude in Peking eröffnet, und das CDZ nahm seine Arbeit auf. Bis heute ist die Bundesrepublik Deutschland das einzige Land, mit dem ein derartiges gemeinsames Zentrum besteht (Stand 2023).

## Organisation
Das CDZ ist eine unabhängige juristische Person chinesischen Rechts. Der gesetzliche Vertreter ist der für auswärtige Angelegenheiten zuständige Vizepräsident der NSFC. Die Richtlinien für die Arbeit des CDZ werden von einer Gemeinsamen Kommission festgelegt. Ihr gehören je vier chinesische und deutsche Mitglieder an, die von der DFG bzw. der NSFC benannt werden. Die gemeinsame Kommission tagt jährlich. Sie ernennt die Direktoren und Vizedirektoren des Zentrums, berät und verabschiedet dessen Arbeitsprogramm und nimmt den Jahresbericht und die Jahresrechnung entgegen.
Ein gemeinsames Direktorium leitet die Arbeit des Zentrums, und das CDZ führt die Aufgaben und Aktivitäten in Zusammenarbeit mit seinen Trägerorganisationen durch. Darüber hinaus repräsentiert die deutsche Seite des CDZ, die DFG, als lokaler Ansprechpartner in China gegenüber einzelnen Wissenschaftlern wie den verschiedenen Partnerorganisationen. Das Direktorium wird von einer Geschäftsstelle mit zur Zeit zwölf Mitarbeiterinnen und Mitarbeitern unterstützt.

## Bilaterale Förderprogramme der DFG und der NSFC
Zwischen der DFG und der NSFC bestehen Abkommen, welche Wissenschaftlerinnen und Wissenschaftlern ermöglichen, Anträge in verschiedenen Kooperationsstadien zu stellen.
Anträge für den Aufbau internationaler Kooperationen sind jederzeit möglich.
- Aufbau internationaler Kooperationen

Zur Vernetzung und Intensivierung der Kontakte werden aktuell zwei DFG-NSFC-Förderverfahren etabliert. Weitere Informationen und Ausschreiben folgen.
- Forum (verschiedene Symposien- bzw. Workshopformate)
- Mobility (3 Jahre Laufzeit; dt. und chin. Teams können in diesem Rahmen Reisen und Workshops durchführen)

Bilaterale Forschungsprojekte werden im Rahmen von gemeinsamen Ausschreibungen gefördert. Informationen zu aktuellen Ausschreibungen und Ansprechpersonen:
- DFG-NSFC Ausschreibungen für Forschungsprojekte

## Lage
Das Gebäude des CDZ liegt in direkter Nachbarschaft der NSFC im Stadtbezirk Haidian im Nordwesten der Stadt Peking. In unmittelbarer Nähe liegen u. a. die Tsinghua-Universität und die Peking-Universität.
Zwischen der 4. und 5. Ringstraße gelegen, ist das CDZ auch an die U-Bahn Peking angebunden. Die nächstgelegene Haltestelle ist Qinghuadongluxikou, die Endstation der Linie 15.

## Weitere deutsche Wissenschaftseinrichtungen in Peking
- Deutscher Akademischer Austauschdienst
- Fraunhofer-Gesellschaft
- Goethe-Institut
- Helmholtz-Gemeinschaft Deutscher Forschungszentren